# Cetonurus globiceps
Cetonurus globiceps és una espècie de peix de la família dels macrúrids i de l'ordre dels gadiformes.

## Morfologia
- Els adults poden assolir 50 cm de llargària total.[2]

## Alimentació
Menja peixets i crustacis planctònics.

## Hàbitat
És un peix d'aigües profundes que viu entre 860-4621 m de fondària, tot i que, normalment, ho fa entre 1000-2000.

## Distribució geogràfica
Es troba a la Mar Cantàbrica, les Illes Açores, Mauritània, Senegal, les Illes Canàries, el Golf de Mèxic, l'est del Carib, Japó i Indonèsia.